# Eulasia bombyliformis bombyliformis
Eulasia bombyliformis bombyliformis es una subespecie de coleóptero de la familia Glaphyridae.

## Distribución geográfica
Habita en Kazajistán y Turkmenistán.